# MG FF 機関砲
MG FF 機関砲（MG FF きかんほう）は、スイスのエリコンFF 20 mm 機関砲のドイツにおける派生型（ライセンス生産品の独自改良型）である。
名称の"MG FF"とは"Maschinengewehr, Flügel Fest"の略号で、「翼内固定式機関銃」の意味である。

## 概要
1936年にドイツのイカリア社(Ikaria, Gesellschaft für Flugzeugzubehör mbH)によって開発された。
MG FFは攻撃・防御両用として使用可能なように設計されており、主に第二次世界大戦の初期にドイツ空軍で多用されたが、1941年から20 mm MG151/20に徐々に切り替えられていった。

## 開発
MG FFは、メッサーシュミット Bf109にモーターカノンとして搭載されるはずだったエリコンFF 20 mm 機関砲が、実際に現物を搭載してみるとBf109のエンジンであるダイムラー・ベンツ DB 601のシリンダー間隔が小さすぎて銃身が収まらず、モーターカノンとしては搭載できなかったため、これに対処した20 mm機関砲として開発された、という経緯を持つ。ただし、モーターカノンとしてはエンジンからの振動が原因で作動不良に悩まされることとなり、結局主翼や双発機の機首に搭載され、広く使われるようになった。
エリコンFFが原型になっているため、より大型のエリコンFFSから開発されたイスパノ・スイザ HS.404などに比べて、低い砲口初速、弾倉がドラム式に限定されているといった短所があった。MG FFはエリコンFFより小型に設計されていたが、Bf109とフォッケウルフ Fw190などの戦闘機への翼の搭載にはドラム弾倉がかなりのスペースを必要とするために簡単ではなく、弾倉の直径を抑えた結果、弾数が1ドラムあたり60発しかない、という問題も生じている（後には90発用のドラム弾倉がFw190A-5のために開発された）。また、ベルト給弾方式とする実験も行われたが、採用にはいたらなかった。
1940年夏には弾殻を薄くし炸薬を増加させた薄殻弾頭に対応するために復座ばね（リコイルスプリング）を変更したMG-FF/Mが登場し、Bf109E-4とBf 110 C-4に搭載された。
MG FFとFF/Mは、戦闘機にはBf 109 E-3~F-1、Bf 110 C-FそしてFw 190 A-1~A-5に搭載され、爆撃機ではDo 17、Do 217、Ju 88、He 111などに搭載された。また、艦載水上機のAr 196 にも搭載された。
1941年からMG FFは、順次MG151/20に取り替えられたが、Bf 110の後部コックピットにちょうど収まったので、1943年にBf 110夜間戦闘機型にシュレーゲムジークとして搭載され再び使用されることになった。

## 性能
- 砲口初速：600 m/s（MG FF）, 585 m/s（FF/M APまたはHE使用時）, 700 m/s（MG FF/M 薄殻弾頭使用時）
- 発射速度：520 rpm（MG FF, FF/M APまたはHE使用時）, 540 rpm（MG FF/M 薄殻弾頭使用時）

## 搭載機体
- Ar 196
- Bf109
- Bf110
- Fw190
- Do 17
- Do 217
- Ju 88
- He 111
- He 177